# Schmalkaldischer Krieg
Der Schmalkaldische Krieg wurde von 1546 bis 1547 von Kaiser Karl V. gegen den Schmalkaldischen Bund, ein Bündnis protestantischer Landesfürsten und Städte unter der Führung von Kursachsen und Hessen, geführt. Dabei versuchte der Kaiser, im Heiligen Römischen Reich den Protestantismus zurückzudrängen und gegenüber den Reichsständen die kaiserliche Macht zu stärken.
Der Krieg wurde zunächst in Süddeutschland geführt, verlagerte sich dann aber in den sächsisch-thüringischen Raum. Nach der Gefangennahme des sächsischen Kurfürsten Johann Friedrich und des hessischen Landgrafen Philipp, der beiden Hauptleute des Schmalkaldischen Bundes, endete der Krieg für den Kaiser erfolgreich. Der Schmalkaldische Bund wurde nach dieser Niederlage aufgelöst.
Der Krieg ist nach der zentralen Kriegspartei, dem Schmalkaldischen Bund, benannt. Dieser wurde am 27. Februar 1531 in Schmalkalden gegründet.

## Vorgeschichte

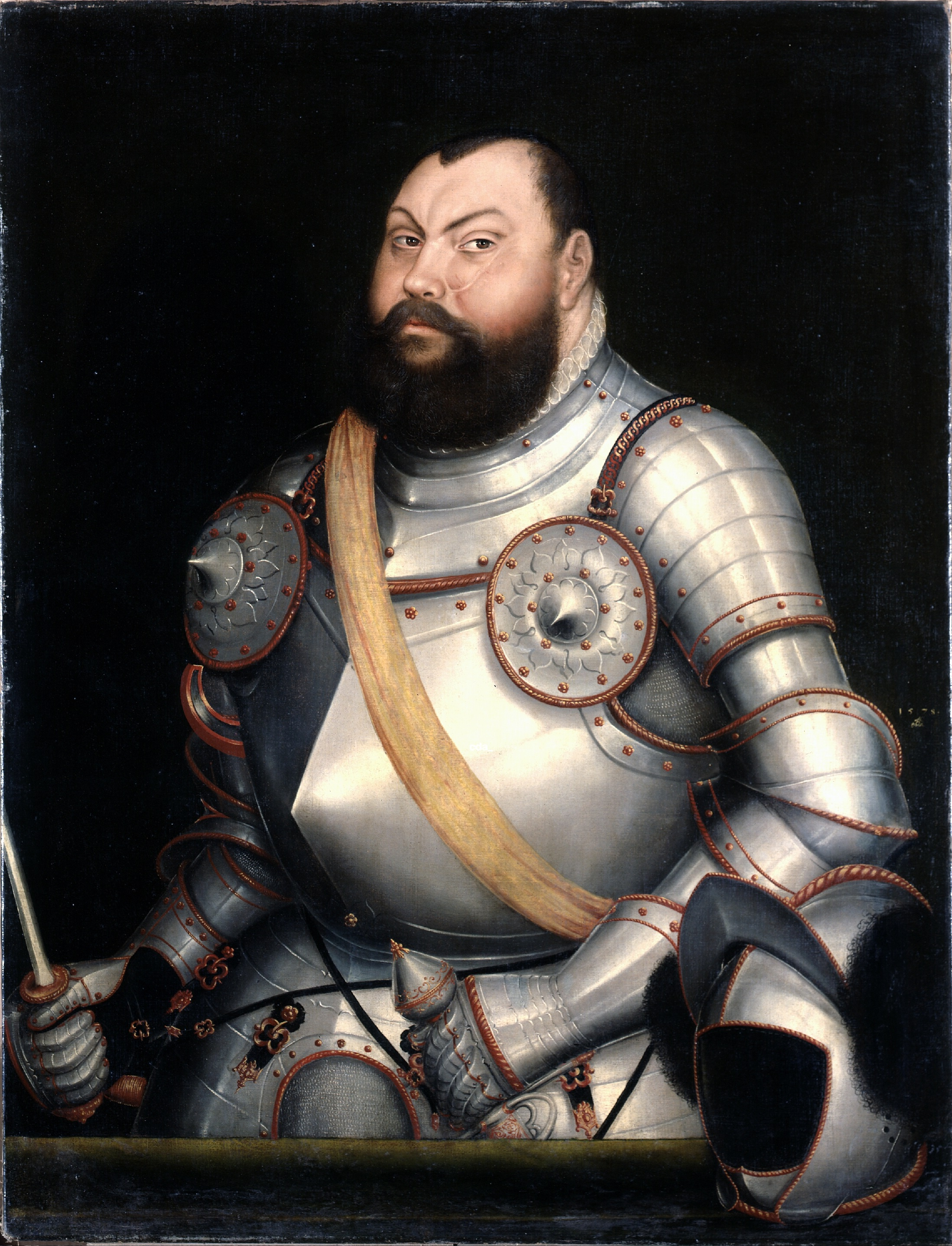
Porträt des sächsischen Kurfürsten Johann Friedrich, von Lucas Cranach d. J. 1578

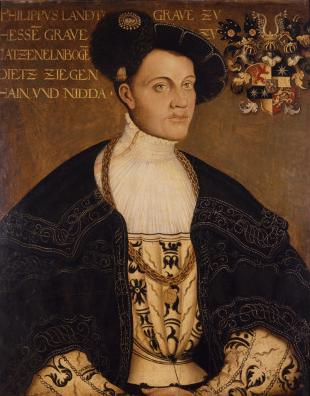
Porträt des hessischen Landgrafen Philipp

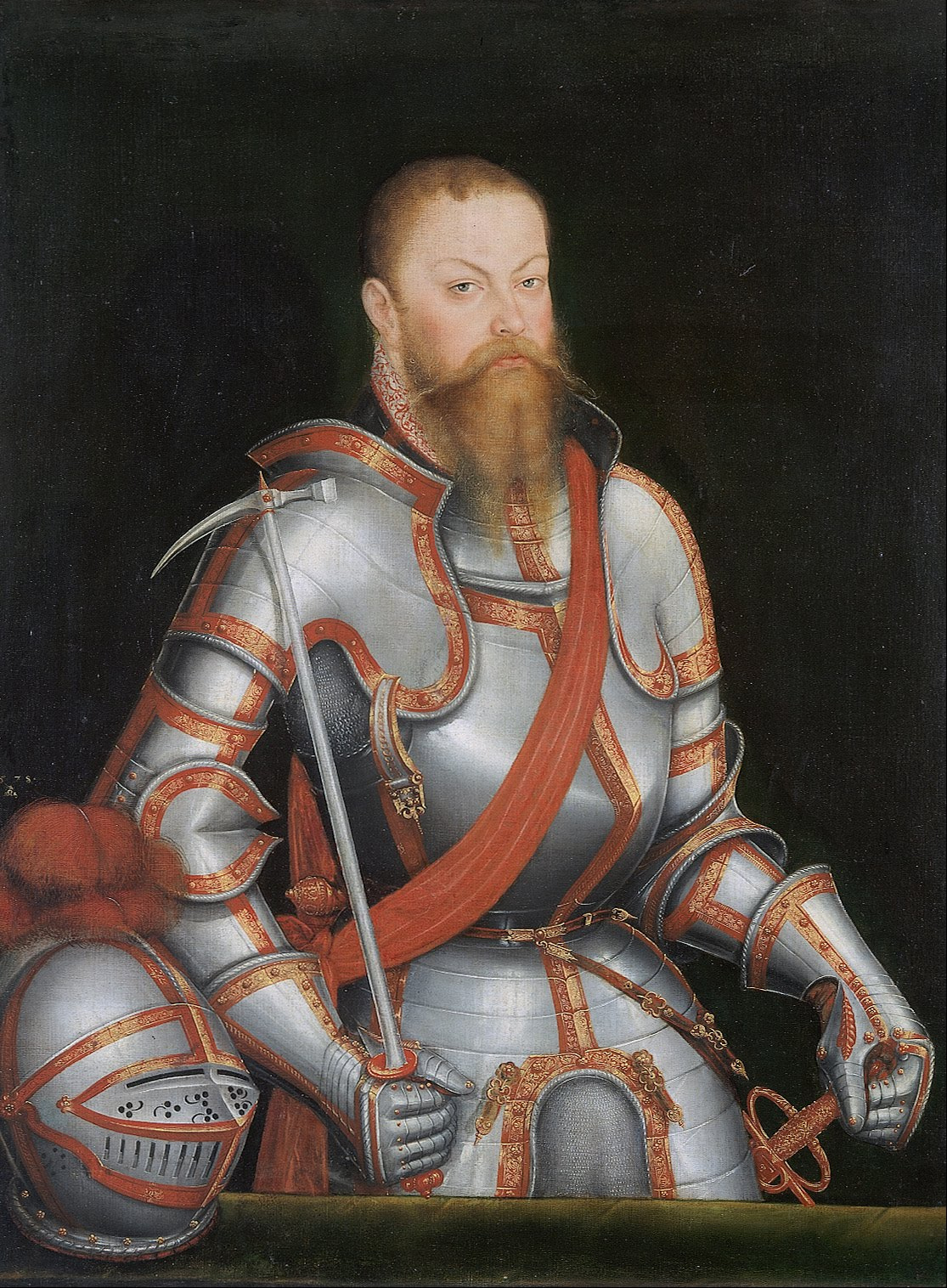
Porträt Moritz’ von Sachsen, von Lucas Cranach d. J. 1578

Zu Beginn der 1530er-Jahre wurde die Reformation in vielen Gebieten und Reichsstädten des Heiligen Römischen Reiches eingeführt. Damit verschärfte sich die Frage der rechtlichen Stellung des Protestantismus. Nach Meinung der Zeit musste der römisch-deutsche Kaiser der zunehmenden Verbreitung der als Irrlehre verstandenen evangelischen Auffassungen im Reich entgegentreten. Um einem möglichen militärischen Angriff des Kaisers wirksam begegnen zu können, schlossen sich einige protestantische Fürsten und Städte am 27. Februar 1531 zu einem Verteidigungsbündnis – dem Schmalkaldischen Bund – zusammen. Mitglieder waren unter anderen Kurfürst Johann Friedrich von Sachsen, Landgraf Philipp von Hessen, die Herzöge Philipp von Braunschweig-Grubenhagen und Ernst von Braunschweig-Lüneburg sowie elf Reichsstädte. Vorgänger dieses Bundes war der Torgauer Bund, der jedoch nur auf Regionalebene wirkte (Norddeutschland) und nie militärisch aktiv wurde.
Für Kaiser Karl V. war die Wiederherstellung der Religionseinheit im Reich – ob mit friedlichen Mitteln oder mit Gewalt – ein zentrales Anliegen. Neben religiösen spielten dabei auch politische Motive eine Rolle: eine konfessionelle Zersplitterung des Reiches stärkte die Macht der Reichsstände auf Kosten der kaiserlichen Zentralgewalt. Außerdem hatte die Idee des römisch-deutschen Kaisertums eine starke religiöse Komponente. Eine Ablehnung der alten Kirche stellte somit – in seinen Augen – auch die Legitimation seines Kaisertitels in Frage. Die protestantischen Fürsten und Städte hatten dagegen durch die Einverleibung des Kirchenguts ihre politisch-wirtschaftliche Machtbasis erheblich vergrößert. Ihr Hauptinteresse war neben der offiziellen Anerkennung ihrer Konfession die rechtliche Absicherung dieser Gebietserweiterungen. Bastian Gillner schreibt dazu: „Ein protestantisches Bekenntnis wurde nun das Instrument, um die adelige Autonomie gegenüber landesherrlichen und kirchlichen Herrschaftsträgern zu verteidigen, deren Amtsträger aus den Herrschaften herauszuhalten und die dortige eigene Gestaltungshoheit zu intensivieren.“
Kaiser Karl V. war in Personalunion auch König von Spanien und Landesherr weiterer Gebiete und hielt sich deswegen nur selten im Reich auf. Dies ermöglichte es den im Schmalkaldischen Bund organisierten Reichsständen, ihren Einfluss auszuweiten und weitere Fürsten und Städte als Mitglieder zu gewinnen. Weiterhin war der Kaiser in Kriege in Italien gegen Frankreich und gegen die Osmanen in Ungarn verwickelt und brauchte dazu die militärische und finanzielle Unterstützung aller Reichsstände. Deswegen war er wiederholt gezwungen, den Protestanten politisch und religiös entgegenzukommen, wie zum Beispiel im Nürnberger Religionsfrieden von 1532 oder im Frankfurter Anstand von 1539.
Seit Anfang der 1540er-Jahre setzte eine schleichende Entfremdung unter den Mitgliedern des Schmalkaldischen Bundes ein, die den Bund zunehmend lähmte.

## Kriegsvorbereitungen
Nachdem Karl V. 1544 die Auseinandersetzung mit Frankreich im Frieden von Crépy hatte beenden können und auch mit den Osmanen einen Waffenstillstand ausgehandelt hatte, hatte er außenpolitisch den Rücken frei, um sich aktiv um eine Lösung der Religionsfrage im Reich zu kümmern. Zunächst hoffte der Kaiser, über ein Konzil oder durch eine Reihe von Religionsgesprächen die Glaubenseinheit wiederherstellen zu können. Die kompromisslose Haltung beider Seiten und die päpstliche Zusage, im Falle eines Krieges gegen die Protestanten 10.000 Knechte und 500 Reiter für die Dauer von vier Monaten bereitzustellen sowie den Kriegszug auch finanziell zu unterstützen, überzeugten ihn von der Möglichkeit, den Schmalkaldischen Bund militärisch zu besiegen.
Auf dem Wormser Reichstag im Frühjahr 1545 stellte der Kaiser zwar baldige Religionsverhandlungen in Aussicht und forderte die Protestanten zur Teilnahme am bevorstehenden Trienter Konzil auf. Doch nutzte Karl V. den Reichstag, um erste Kontakte zu möglichen Verbündeten für den bevorstehenden Krieg zu knüpfen. Auch der im Juni des folgenden Jahres beginnende Reichstag zu Regensburg war von Konfrontationen gekennzeichnet. Noch vor dem Ende des Reichstags, der durch Gerüchte über Truppenwerbungen und Kriegsabsichten überschattet war, verließen ihn die Protestanten vorzeitig.
Der Kaiser nutzte auch diesen Reichstag, um mit potenziellen Bündnispartnern zu verhandeln. Am 7. Juni 1546 unterzeichnete er einen Vertrag mit Papst Paul III. und am selben Tag auch eine Vereinbarung mit dem bayerischen Herzog. Bayern blieb darin zwar nach außen hin neutral, verpflichtete sich jedoch, Sammelplätze, Verpflegung und Munition für das kaiserliche Heer bereitzustellen. Der Kaiser honorierte dies durch die Zusage territorialer Zugewinne, einer vagen Option auf die pfälzische Kurwürde und die Heirat eines bayerischen Prinzen mit einer Tochter König Ferdinands.
Am 19. Juni kam der Vertrag des Kaisers mit dem protestantischen Herzog Moritz von Sachsen, Oberhaupt der albertinischen Linie der sächsischen Herzöge, zustande, dessen Länder einen hohen strategischen Wert im Krieg gegen Kursachsen besaßen. Der Herzog, der auch vom Schmalkaldischen Bund umworben wurde, verpflichtete sich zur Neutralität und bekam im Gegenzug die Schutzherrschaft über die Hochstifte Halberstadt und das Bistum Magdeburg übertragen. Auch eine Reihe weiterer protestantischer Fürsten wie Markgraf Hans von Brandenburg-Küstrin, Herzog Erich von Braunschweig oder Markgraf Albrecht Alcibiades von Brandenburg-Kulmbach konnte der Kaiser auf seine Seite ziehen.
Am 4. Juli 1546 trafen sich die beiden Hauptleute des Schmalkaldischen Bundes, Kurfürst Johann Friedrich und Landgraf Philipp, denen die Kriegsvorbereitungen des Kaisers keineswegs entgangen waren, in Ichtershausen. Hier verhandelten sie darüber, wie der Bund dem heraufziehenden Konflikt mit dem Kaiser begegnen sollte. Beide stimmten schnell darin überein, dass der Kaiser letztlich auf die größeren finanziellen Mittel zurückgreifen und damit auch ein größeres Heer aufstellen konnte. Die Chance des protestantischen Bündnisses sahen beide darin, dass dieses seine Truppen schneller mobilisieren konnte als der Kaiser. Sie entschlossen sich deshalb, einen Präventivkrieg zu führen.

## Kriegsverlauf

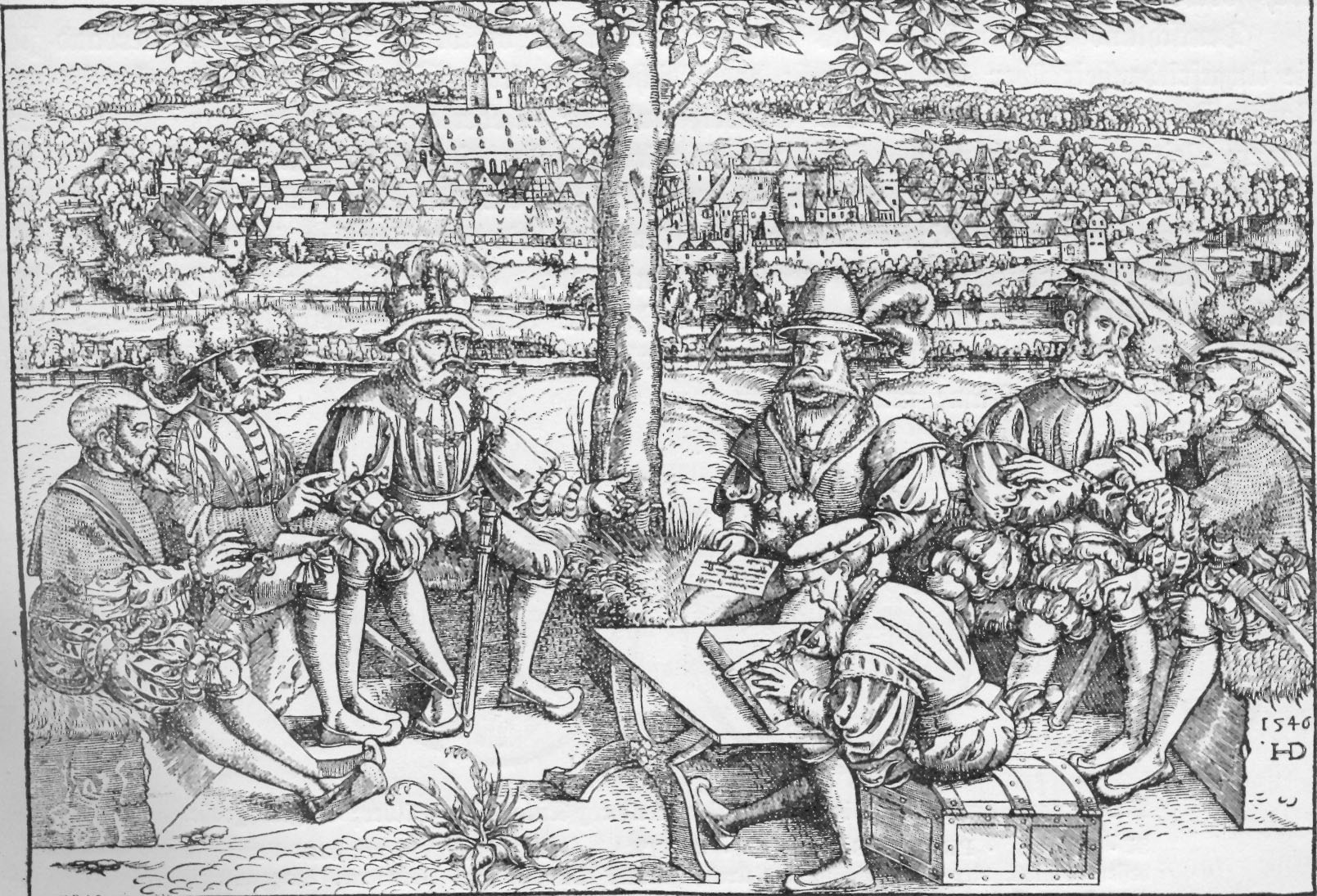
Kriegsrat während des Donaukriegs. Holzschnitt aus dem „Kriegsbuch des Reinhart des Älteren, Graf zu Solms und Herr zu Müntzenberg“ von 1549. Solms war kaiserlicher Generalfeldmarschall

### Der Donaufeldzug (Juli bis November 1546)
Die süddeutschen Reichsstädte und Bündnismitglieder stellten Anfang Juli 1546 innerhalb von wenigen Tagen ein Heer von 12.000 Mann auf. An ihrer Spitze befand sich der Heerführer Sebastian Schertlin von Burtenbach. Im Norden des Reiches wurden gleichzeitig etwa 16.000 Mann Fußvolk und 5000 Reiter zusammengezogen, welche sich in Thüringen sammelten. Karl V. hatte zu diesem Zeitpunkt kaum mehr als 1.000 Mann unter seinem Befehl. Truppenverstärkungen aus den Niederlanden, Italien und Ungarn waren aber bereits auf dem Weg.
Schertlins Plan war es, die kaiserliche Truppenwerbung möglichst frühzeitig zu stören und so eine Vereinigung der heranziehenden Truppen mit dem Kaiser zu verhindern. Das in Süddeutschland zusammengezogene protestantische Heer zog zu diesem Zweck nach Füssen und besetzte die Stadt am 10. Juli 1546. Der Kaiser setzte sich mit seiner relativ kleinen Armee auf bayerisches Gebiet in Richtung Regensburg ab. Herzog Wilhelm von Bayern erklärte sich und sein Land für neutral. Der schmalkaldische Kriegsrat, der ein Eingreifen des katholischen Bayern auf der Seite des Kaisers verhindern wollte, ließ das kaiserliche Heer deshalb nicht weiter verfolgen und die Armee Schertlins an der bayerischen Grenze stoppen.
Schertlin plante nun, weiter nach Süden vorzudringen. Das Ziel war, durch eine Besetzung Tirols und der wichtigsten Alpenpässe den Zuzug kaiserlicher und päpstlicher Truppen aus Italien zu unterbinden. Der schmalkaldische Kriegsrat erlaubte dies aber ebenfalls nicht. Erzherzog Ferdinand von Österreich verhielt sich offiziell ebenfalls neutral, und die Protestanten wollten auch ihn nicht zu einem Eingreifen in den Krieg provozieren. Der Kaiser gewann dadurch jedoch wertvolle Zeit, seine Truppen im Schutz der bayerischen Neutralität zu sammeln.
Am 20. Juli verhängte der Kaiser die Reichsacht über die beiden protestantischen Oberhäupter des Schmalkaldischen Bundes Johann Friedrich von Sachsen und Philipp von Hessen. Als rechtliche Begründung diente, dass sie den Herzog von Braunschweig Heinrich II., als einen der letzten dezidiert katholischen Fürsten im Norden, 1545 nahe dem Bierberg mit Hilfe protestantischer Truppen widerrechtlich gefangen genommen hatten. Der strategische Vorgang dieser Achterklärung war offensichtlich, trotzdem hoffte der Kaiser auf diese Art, einige protestantische Fürsten und Städte zur Nichteinhaltung ihrer Bündnisverpflichtungen bewegen zu können.
Die protestantischen Truppen vereinigten sich gegen Ende Juli bei Donauwörth mit den von Erfurt aus nach Süddeutschland vordringenden Truppen der nördlichen Bundesmitglieder. Das schmalkaldische Heer bestand nun aus circa 7.000 Reitern und 50.000 Mann Fußvolk. Dem Kommando des Kaisers unterstanden nicht mehr als ungefähr 5.000 Reiter und 30.000 Knechte. Aber das kaiserliche Heer wuchs immer noch beständig. Die Schmalkalder waren im Zugzwang. Doch der protestantische Kriegsrat war hinsichtlich des weiteren Vorgehens uneins.
Die kaiserlichen Truppen lagerten am 24. August in der Nähe der bayerischen Festung Ingolstadt. Landgraf Philipp drängte nun zu einer Entscheidungsschlacht. Der Kaiser wusste, dass er auf Zeit spielen konnte und nahm die Schlacht nicht an. Er verschanzte sich mit seinen Truppen vielmehr in seinen Stellungen, die mächtige Festung im Rücken. Das protestantische Heer traute sich einen Angriff auf die gut geschützten Stellungen nicht zu und brach deshalb die Belagerung Ingolstadts nach wenigen Tagen ab. Auch die Rücksichtnahme auf die bayerische Neutralität dürfte bei dieser Entscheidung wiederum eine Rolle gespielt haben.
Mitte September stieß die Armee von Maximilian von Egmond zum kaiserlichen Heer. Diese hatte sich am 31. Juli in der Nähe von Aachen gesammelt und sich während des gesamten Sommers in Richtung Bayern bewegt. Sie umfasste etwa 17.000 Mann. Damit war das kaiserliche Heer inzwischen ungefähr so stark wie die schmalkaldischen Truppen. Die Kaiserlichen, die sich bisher eher passiv verhalten hatten, rissen nun die Initiative an sich und zogen in Richtung Nördlingen los. Dem protestantischen Heer blieb nichts weiter übrig, als ihnen zu folgen. Am 4. Oktober versuchten die Schmalkalder, den Kaiser vor Nördlingen erneut zur Schlacht zu stellen, aber auch hier wich dieser wieder einer Entscheidung aus.
Bei Giengen an der Brenz brachen Mitte Oktober im kaiserlichen Lager Krankheiten aus. Die Protestanten hofften daher noch einmal, den Krieg erfolgreich beenden und den Kaiser schnell zu Verhandlungen zwingen zu können. Denn seit Mitte September litten sie bereits unter erheblichem Geldmangel, und das einsetzende Herbstwetter setzte auch ihnen zu. In dieser Situation fielen von Sachsen und Böhmen her Erzherzog Ferdinand und Moritz von Sachsen in das nur schwach verteidigte Kursachsen ein. Der sächsische Kurfürst Johann Friedrich zog daraufhin nach längerem Streit mit Landgraf Philipp, der zuerst den Kaiser besiegen wollte, seine Truppen am 16. November nach Sachsen zurück. Das restliche protestantische Heer löste sich unter der wachsenden finanziellen Not schnell auf. Dem Kaiser war auf diesem Weg die Vorherrschaft über Süddeutschland beinahe kampflos in die Hände gefallen.
Bevor sich Karl nun nach Norden wenden konnte, musste er sich um potenzielle Feinde in seinem Rücken, speziell Herzog Ulrich von Württemberg und Kurfürst Friedrich von der Pfalz, kümmern. Beide Fürsten beugten sich der kaiserlichen Übermacht und unterschrieben zu Weihnachten 1546 Verträge, die sie zu Neutralität und hohen Geldzahlungen verpflichteten. Auch die weitgehend isolierten oberdeutschen Reichsstädte kapitulierten um die Jahreswende 1546/47. Manche der unterworfenen Städte und Fürsten mussten vom Kaiser unerhörte Demütigungen hinnehmen. Zwei Gesandte der Reichsstadt Ulm ließ Karl zum Beispiel 30 Minuten auf den Knien vor ihm liegen und um Vergebung bitten.
Anfang 1547 leistete im Süden des Reiches allein die Reichsstadt Konstanz noch Widerstand. Der Kaiser konnte sie erst im Oktober 1548 militärisch unterwerfen und bestrafte sie mit dem Verlust der Reichsfreiheit.

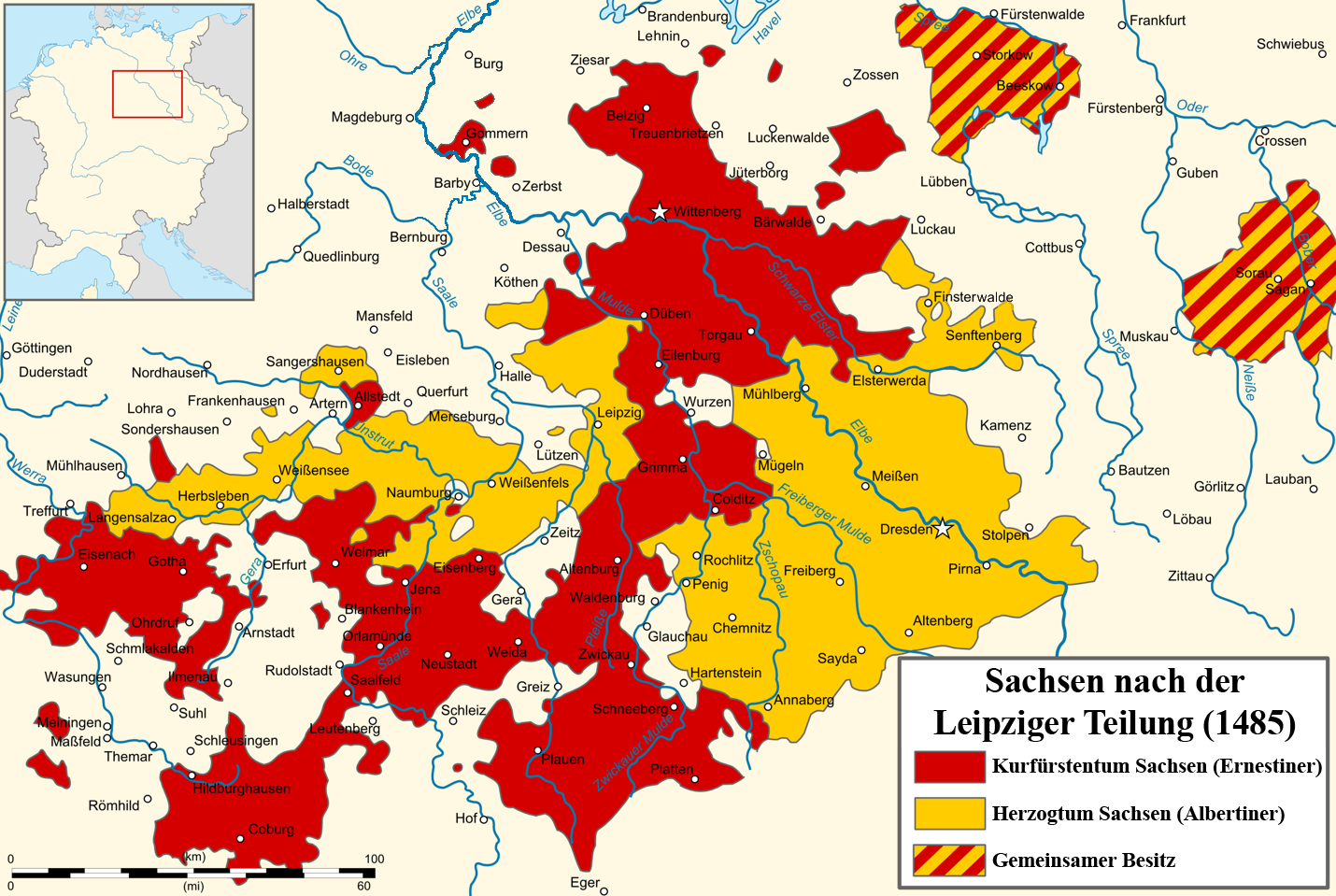
Karte des Kurfürstentums Sachsen (rot dargestellt) und des Herzogtums Sachsen (in gelb gehalten)

### Der Sächsische Feldzug (November 1546 bis April 1547)

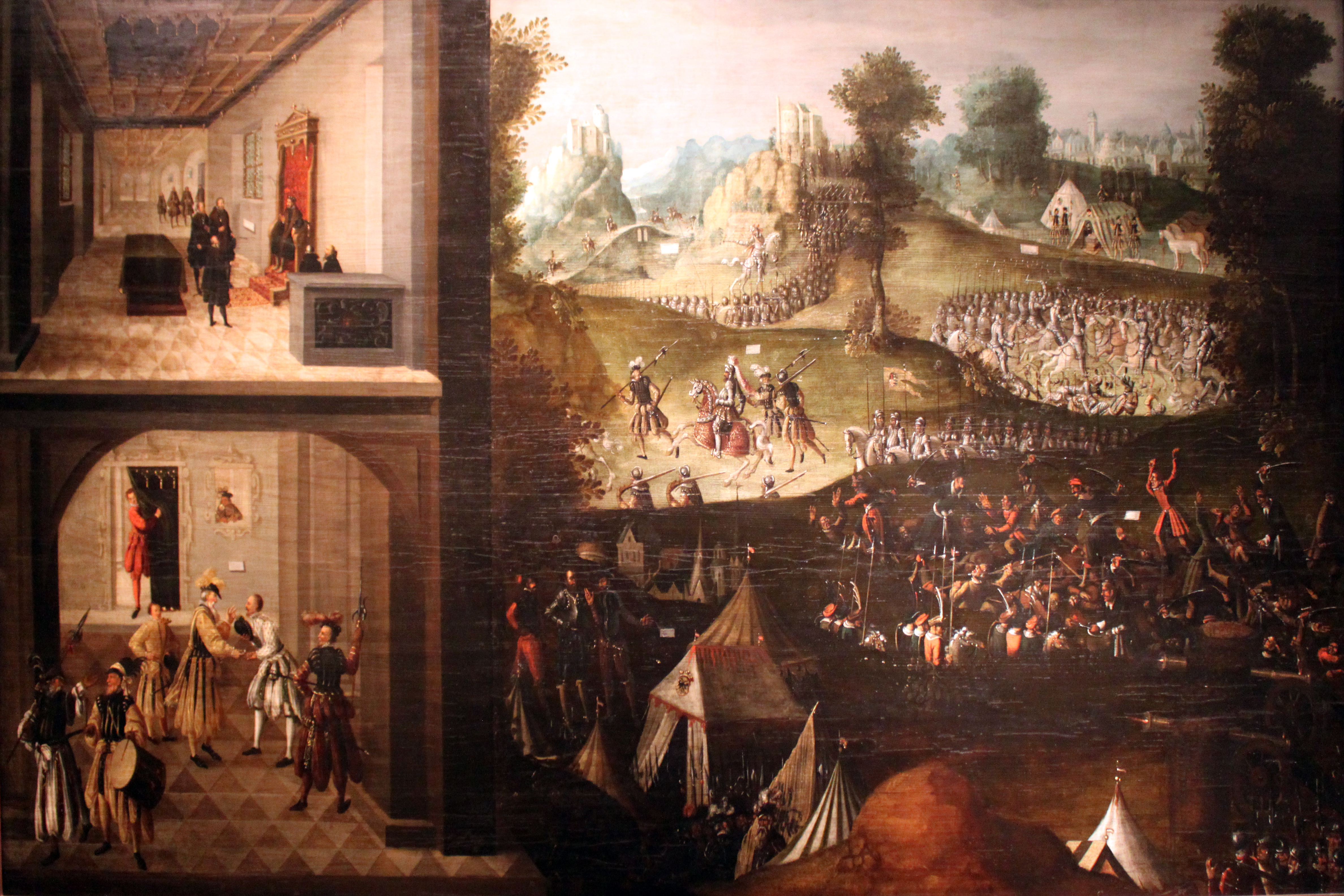
Vorbereitung und Beginn des Schmalkaldischen Krieges 1546/47. Gemälde von 1630, Deutsches Historisches Museum Berlin

Bereits im August 1546 hatte der Kaiser seinen Bruder Ferdinand und Herzog Moritz, der sich im Regensburger Vertrag nur zur Neutralität verpflichtet hatte, aufgefordert, die Reichsacht über die Anführer des Schmalkaldischen Bundes endlich zu vollstrecken und Kursachsen anzugreifen. Während sich Ferdinands Truppen in Böhmen unter Sebastian von Weitmühl lange Zeit weigerten, die böhmisch-sächsische Grenze zu überschreiten, verzögerte Moritz seine Beteiligung. Schließlich erklärte Moritz Mitte Oktober seinem ernestinischen Vetter den Krieg. Vorausgegangen waren lange Verhandlungen, die im Prager Vertrag gipfelten, in denen es vor allem um die Behandlung der besetzten Gebiete und die Koordination der gemeinsamen Kriegsführung ging. In den Verhandlungen wurde Moritz auch vorsichtig, aber dennoch klar die Übertragung der sächsischen Kurwürde auf sein Haus zugesagt.
Ende Oktober nahmen böhmische Truppen Plauen im Vogtland ein, und Moritz brachte Zwickau sowie große Teile der nur schwach verteidigten Kurlande unter seine Kontrolle. Lediglich Gotha, Eisenach, Coburg sowie das stark befestigte Wittenberg blieben noch unter kursächsischer Kontrolle. Mit Einbruch des Winters zogen sich Ferdinands Truppen nach Böhmen zurück. Kurfürst Johann Friedrich, der mit seinen Truppen vom süddeutschen Kriegsschauplatz in sein Land zurückgeeilt kam, nutzte diese Entlastung, vertrieb die feindlichen Truppen aus den Gebieten um Jena und Weimar. und nahm am 31. Dezember auch das zum Stiftsgebiet des Bistums Magdeburg gehörige Halle ein.
Seit dem 6. Januar 1547 belagerten die Truppen des Schmalkaldischen Bundes schließlich Leipzig, vermochten es jedoch nicht, die Stadt einzunehmen, in die Moritz zehn Fähnlein Knechte gelegt hatte, sodass sie am 27. Januar abzogen. Der Geldbedarf für die Bezahlung der Söldner während der Belagerung wurde durch die Prägung der Leipziger Notklippen aus Silber und Gold unter hauptsächlicher Verwendung von Kirchengerät und Silbergeschirr aus dem Bistum Merseburg gedeckt.
Kurfürst Johann Friedrich hielt sich in der Folge vor allem nach Altenburg und Geithain auf, während sein Oberst Wilhelm von Thumbshirn sich den sächsischen und böhmischen Bergstädten zuwandte. In Böhmen eroberte er Elbogen und Komotau.
Zugleich rief Ferdinand erneut die böhmischen Heere für den Schmalkaldischen Krieg zusammen.
Auch Markgraf Albrecht Alcibiades eilte mit seinen Truppen dem bedrängten Herzog Moritz zu Hilfe, wurde jedoch selbst am 25. Februar gefangen genommen. Theoretisch hätte dem sächsischen Kurfürsten jetzt der Weg für einen Angriff auf Böhmen freigestanden. Wahrscheinlich hielten ihn Geldmangel und die weite Entfernung jedoch davon ab, und er beschäftigte sich mit Vermittlungsangeboten des brandenburgischen Kurfürsten. Hessen war schon seit dem Rückzug aus dem süddeutschen Raum wegen erschöpfter Finanzen zu keinen militärischen Aktionen mehr fähig.
Ferdinand und Moritz erachteten die Anwesenheit des Kaisers auf dem sächsischen Kriegsschauplatz für dringend notwendig. Im Februar 1547 zögerte Karl noch und ließ erst Anfang März verkünden, dass er persönlich kommen werde.

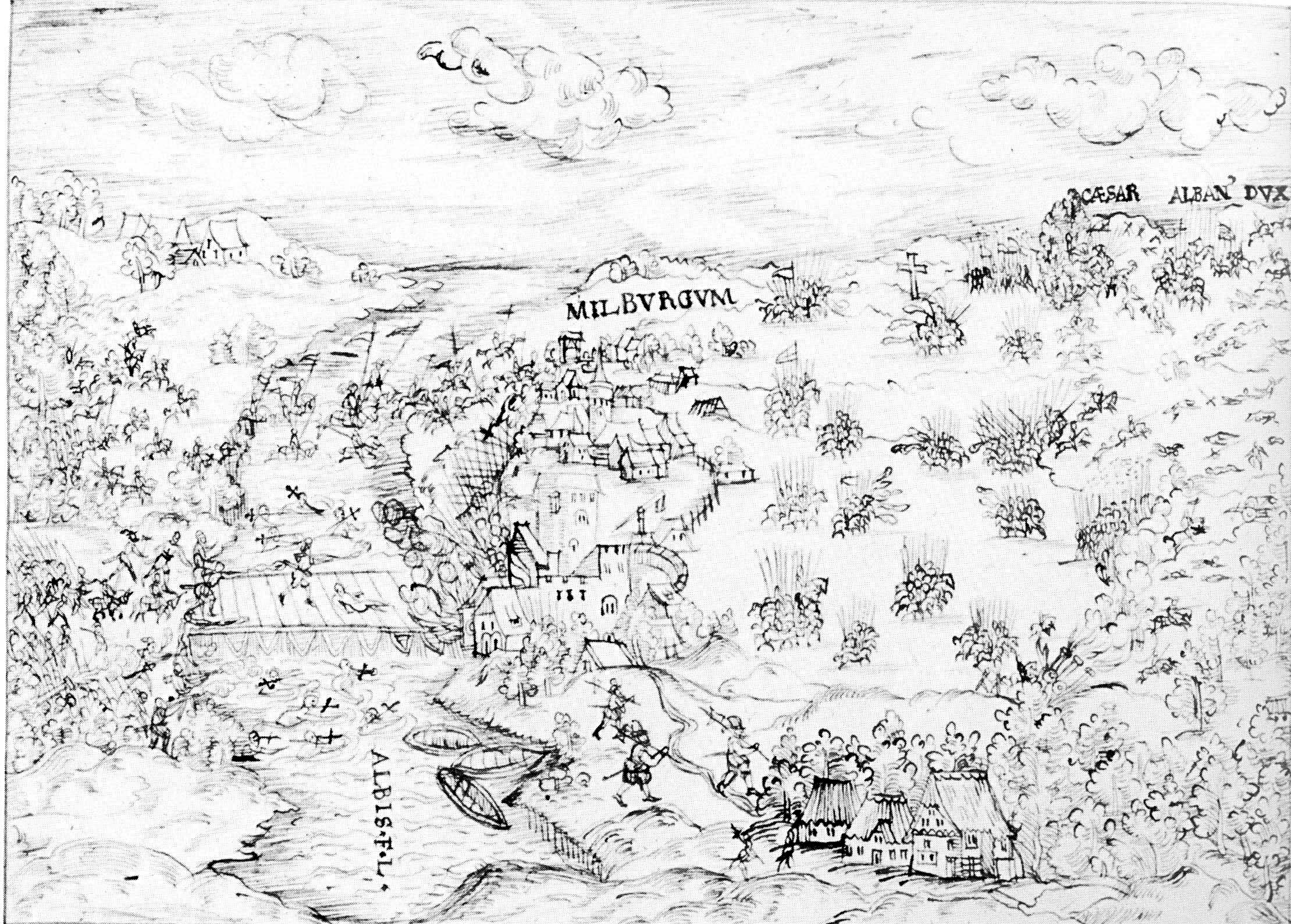
Der Brückenschlag bei Mühlberg
Federzeichnung ca. 1596/1598

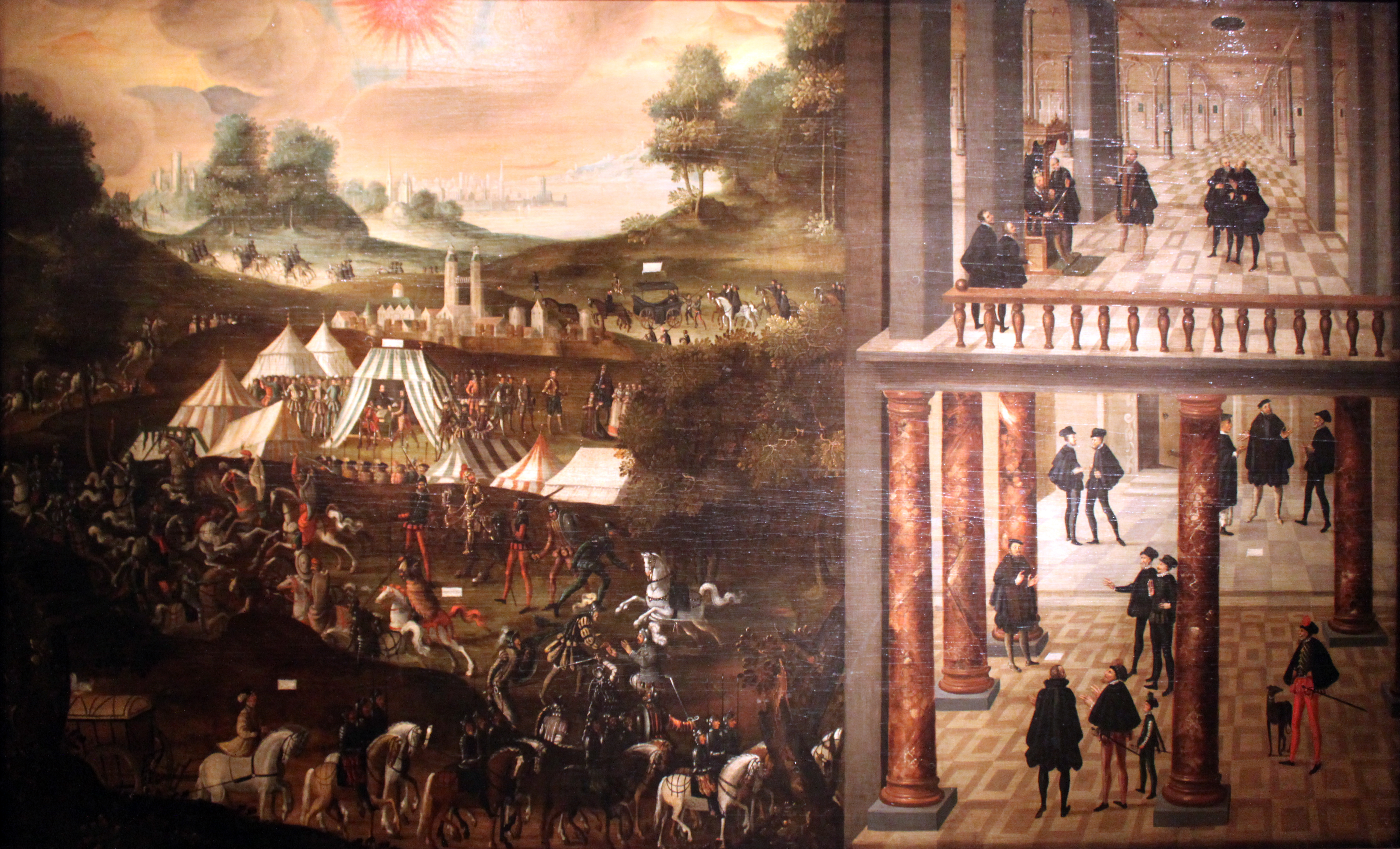
Schlacht bei Mühlberg 1547 und Gefangennahme Kurfürst Johann Friedrichs von Sachsen. Gemälde von 1630, Deutsches Historisches Museum Berlin

### Die Schlacht bei Mühlberg
Am 28. März 1547 brach der Kaiser von Nürnberg aus auf. In der Nähe von Eger vereinigten sich die Heere und stießen gemeinsam entlang dem Elster- und Muldetal auf Sachsen zu. Johann Friedrich lag zu dieser Zeit mit seinem Heer bei Meißen. Dort fühlte er sich relativ sicher vor dem Zugriff des Kaisers, da er jederzeit die Elbe überqueren und die strategisch wichtige Elbbrücke hinter sich zerstören konnte.
Erst am 23. April überschritt der Kurfürst die Elbe und zog mit seinen etwa 7.000 Soldaten entlang des Flusses nach Norden. Am Abend schlug Johann Friedrich ein Feldlager auf, um darin die Nacht zu verbringen. Die vereinigte Streitmacht des Kaisers folgte ihm mit ungefähr 27.000 Mann auf der anderen Uferseite.
Am Morgen des 24. April bereiteten sich die sächsischen Truppen gerade auf den Weitermarsch vor, als Soldaten des Kaisers teils schwimmend, teils an einer Furt den Fluss überquerten und es zu ersten Gefechten kam. Die wenigen kursächsischen Wachsoldaten zogen sich kämpfend in das Feldlager zurück. Kurfürst Johann Friedrich gab den Befehl zum vollständigen Rückzug, weil sein Heer der kaiserlichen Übermacht nicht gewachsen war. Aber es gelang nicht mehr, die stark befestigten kursächsischen Städte Torgau oder Wittenberg zu erreichen. Die protestantischen Truppen wurden vernichtend geschlagen.
In einem Wäldchen bei Falkenberg umzingelten spanische und ungarische Husaren zusammen mit neapolitanischen schweren Reitern den Kurfürsten. Er wehrte sich, wurde aber gefangen genommen und zunächst vor den Herzog von Alba, schließlich vor den Kaiser selbst geführt.

## Politische Folgen

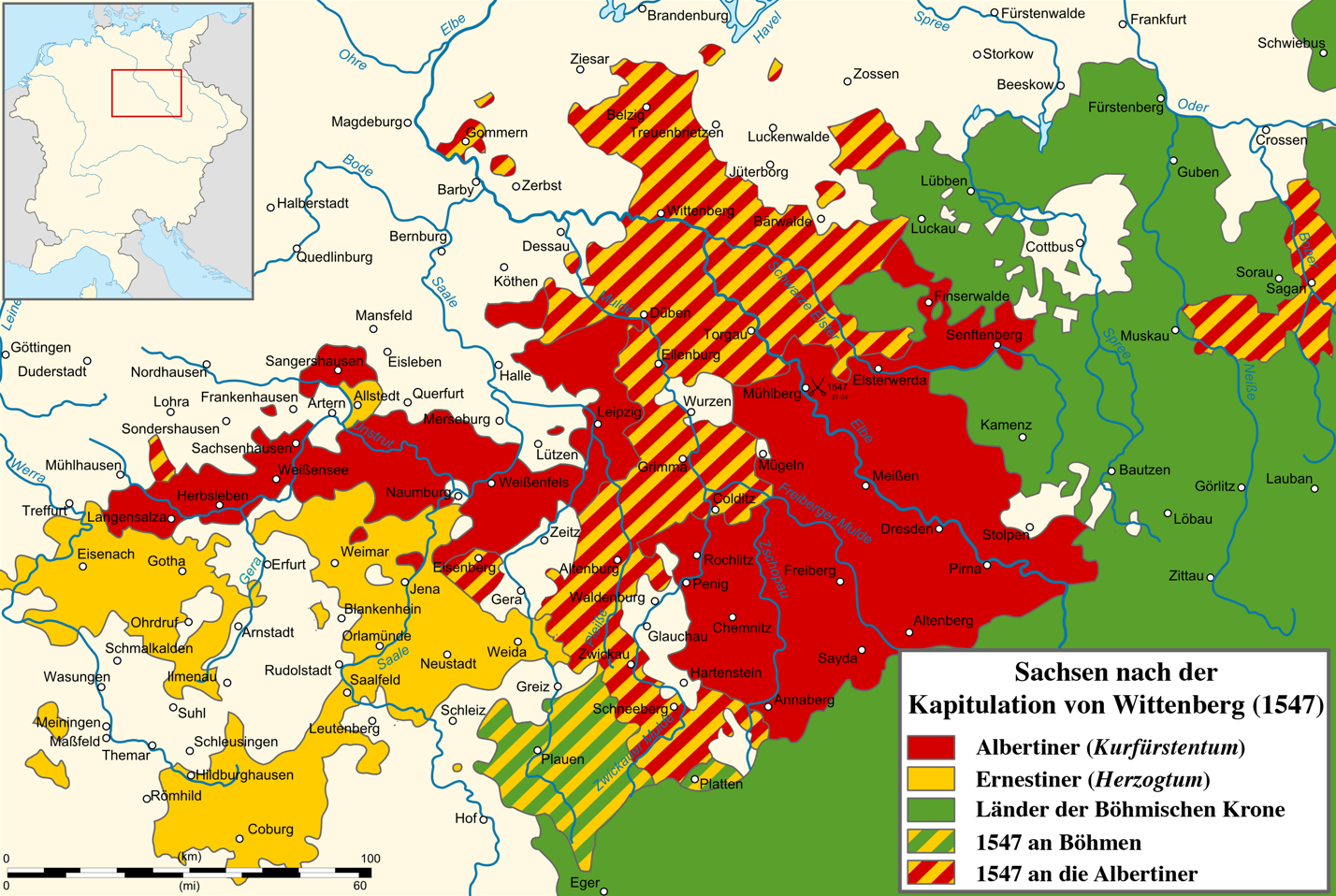
Gebietsänderungen im Zuge der Wittenberger Kapitulation von 1547

Mit dem Sieg bei Mühlberg war der Krieg entschieden. Der protestantische Sieg am 23. Mai 1547 in der Schlacht bei Drakenburg, der zum Abzug der Kaiserlichen aus dem Norden des Reiches führte, änderte daran nichts mehr. Auch Magdeburg leistete noch bis 1551 Widerstand.
Der gefangen genommene Kurfürst wurde zunächst zum Tode verurteilt. Um seine drohende Hinrichtung abzuwenden und für seine Erben wenigstens einige Gebiete in Thüringen zu retten, unterschrieb Johann Friedrich am 19. Mai 1547 die Wittenberger Kapitulation. Diese übertrug die sächsische Kurwürde an die albertinische Linie und reduzierte seine Ländereien im Wesentlichen auf seine thüringischen. Bereits am 4. Juni wurde Moritz von Sachsen zum neuen Kurfürsten ausgerufen. Landgraf Philipp drohte ein ähnliches Schicksal wie Johann Friedrich, und er suchte einen Weg, sich mit dem Kaiser auszusöhnen. Die Kurfürsten Joachim vom Brandenburg und Moritz von Sachsen vermittelten schließlich die Bedingungen seiner Unterwerfung. Der Landgraf sollte sich auf „Gnade und Ungnade“ ergeben, der Kaiser sicherte im Gegenzug zu, ihn „weder zu Leibesstraf noch zu ewiger Gefängnus“ zu verurteilen. Daraufhin kam Philipp am 19. Juni auf eine relativ milde Strafe hoffend nach Halle. Karl V. ließ ihn aber ebenfalls in Haft nehmen, worüber besonders die vermittelnden Kurfürsten sehr verärgert waren. Beide ehemaligen Bundeshäupter wurden als persönliche Gefangene des Kaisers von ihm nach Augsburg, Brüssel, wieder nach Augsburg, nach Innsbruck und Villach und schließlich wieder nach Augsburg mitgeführt. Sie kamen erst 1552 frei. (Der Spruch auf der Rückseite des Philippstalers, der im Jahr 1552, dem Jahr der Entlassung Landgraf Philipps aus der kaiserlichen Haft geprägt wurde, bezieht sich auf seine Freilassung, ohne dem Protestantismus abgeschworen zu haben. Es wird allerdings vielfach bestritten, dass Philipp diesen Taler in Auftrag gegeben hat.  Man schreibt ihn in der Regel seinen Anhängern zu.)
König Heinrich II. hatte mehrere Militärführer des Schmalkaldischen Bundes in Frankreich aufgenommen und mit Pensionen versorgt: Neben Schärtlin von Burtenbach waren dies Georg von Reckerode, Hans von Heideck, Rheingraf Johann Philipp von Dhaun und Friedrich von Reiffenberg.
Der Kaiser befand sich nach der erfolgreichen Beendigung des Krieges auf dem Höhepunkt seiner Macht. Er glaubte, den Protestantismus endgültig besiegt und die Macht der Fürsten empfindlich geschwächt zu haben. Sein persönliches Verhalten war zu dieser Zeit von übersteigertem Stolz geprägt. Seinen Sieg beabsichtigte der Kaiser in doppelter Weise zu nutzen: Erstens wollte er die Reichsverfassung in monarchischem Sinn reformieren. Dieses so genannte Reichsbundprojekt scheiterte jedoch am Widerstand und der Verschleppungstaktik der Reichsstände. Zweitens diktierte Karl V. auf dem geharnischten Augsburger Reichstag von 1548 das Augsburger Interim, eine Art kaiserliche Zwischenreligion, mit der aber weder Katholiken noch Protestanten zufrieden waren.
Die Unruhen im Reich konnte Karl V. nicht beenden, und sein Sieg über die Protestanten war nur von kurzer Dauer. 1551 verschwor sich der gestärkte Kurfürst Moritz von Sachsen im Fürstenaufstand mit anderen Fürsten gegen die Spanische Sukzession und Pläne Karls, das Reich zu einer Universalmonarchie auszubauen. Als 1552 die Verschwörer sich mit dem französischen König Heinrich II. verbündeten und Karl V. zur Flucht zwangen, handelte sein Bruder Ferdinand I. den Passauer Vertrag aus, der den Protestanten weitgehende Rechte zusicherte. Im Augsburger Religionsfrieden von 1555 wurden diese Rechte dann bestätigt.
Karl V. dankte nach diesen Niederlagen 1556 zugunsten Ferdinands I. ab.

## Nachwirkung und Rezeption
Der Schmalkaldische Krieg wurde mit erheblichem propagandistischen und militärischen Aufwand geführt. Obwohl es im Verlauf des Krieges zu keiner großen Feldschlacht kam, wurden besonders durch Belagerungen und Kanonaden weite Teile des heutigen Mittel- und Süddeutschlands verwüstet. Ähnlich wie im Dreißigjährigen Krieg wurden die Kämpfe zum größten Teil mit angeworbenen Söldnertruppen geführt. Diese waren oft unterbezahlt, da beiden Kriegsparteien schnell das Geld ausging, und so ernährten sie sich, indem sie brandschatzend und plündernd durch das Land zogen. Durch den Wegfall sicherer Verkehrswege, die Zerstörung ganzer Dörfer, die allgemeine Verarmung der Bevölkerung und die infolge der durchziehenden Heerhaufen ausbrechenden Seuchen trat in den betroffenen Regionen rasch ein wirtschaftlicher Niedergang ein.
Der Schmalkaldische Krieg ist bis heute ein fester Bestandteil der Reformationsgeschichte. Seine zeitgenössische Bedeutung lässt sich daran ermessen, dass er im Alten Reich als der „teutsche Krieg“ bezeichnet wurde. Nach dem Dreißigjährigen Krieg bezeichnete man ihn mitunter auch als „ersten“ deutschen Krieg. Seit dem Zweiten Weltkrieg hat das generelle Interesse am Schmalkaldischen Krieg nachgelassen, da er von den Geschehnissen des „zweiten“ deutschen Krieges – des Dreißigjährigen Krieges – weitgehend überlagert worden ist.
Der Krieg, der von Historikern mitunter auch als erster Konfessionskrieg bezeichnet wird, war einer der ersten neuzeitlichen Konflikte, die auch mittels der relativ neuen Druckerzeugnisse ausgetragen wurden. So wurde der Krieg von unzähligen Flugschriften, Spottgedichten und Karikaturen propagandistisch begleitet.
Siehe auch: Schmalkaldischer Bundestaler/Münzgeschichte